# Chiretolpis woodlarkiana
Chiretolpis woodlarkiana is een beervlinder uit de familie van de spinneruilen (Erebidae). De wetenschappelijke naam van de soort is voor het eerst geldig gepubliceerd in 1901 door Rothschild & Jordan.